# 刚果全国过渡委员会
刚果全国过渡委员会（法語：Conseil national de transition，又译作“过渡国民议会”），刚果共和国1998年到2002年的临时议会，为刚果内战后过渡期的立法机构。委员会设75个席位，由1998年“和解论坛”的1420名代表选举产生。

## 历史
1997年内战之后，德尼·萨苏-恩格索重新执政。1998年1月举行的刚果“全国和解、团结、民主和重建论坛”选举产生“全国过渡委员会”作为临时议会。
2001年9月2日，过渡国民议会通过了新宪法草案，并于2002年1月20日的全民公投中获通过。5月26日和6月23日分别举行国民议会议员两轮选举，7月11日举行参议院选举。8月9日，萨苏宣布结束过渡期。8月10日参议院和国民议会就职，并选出两院领导机构。过渡国民议会完成使命。

## 联合国立场
联合国 支持刚果共和国全国过渡委员会。
Support the transition from the present  National Transition Council - NTC (present transitional parliament) of the Republic of the Congo to a democratic institution capable of carrying out the tasks that are assigned to it, and to fulfill its legislative function to control the government’s actions and represent citizens in a way that promotes sustainable human development.——UN